# Microsoft TechNet
Microsoft TechNet fu un programma della Microsoft e un insieme di risorse, informazioni tecniche, novità ed eventi per i professionisti IT. Insieme ad un sito Web, veniva prodotta una rivista mensile chiamata "TechNet Magazine".
TechNet era originariamente disponibile solo per i clienti con un contratto a pagamento; comunque, viene esteso per includere informazioni pubbliche, webcast, eventi pubblici e newsletter gratuite. Hanno iniziato un blog open source il 6 aprile 2006 chiamato Port 25 per esplorare pubblicamente ulteriori strade per il mondo business e fornire i relativi forum .
Dal 18 luglio 2006, gli strumenti Sysinternals vengono inseriti dentro TechNet.
Technet finisce nel 2013. Nel 2020 i riferimenti Technet sul sito Microsoft puntano a Microsoft Docs.

## TechNet Library
Come per MSDN Library che contiene informazioni tecniche per gli sviluppatori software, la Library TechNet è la fonte di informazioni tecniche per professionisti IT e utenti avanzati. I contenuti tecnici sono disponibili gratuitamente sul web e su CD e su DVD. I dischi sono pubblicati mensilmente e contengono la Microsoft Knowledge Base completa, i service pack, aggiornamenti di sicurezza, resource kit, incontri tecnici, guide, white paper e case study, tutti i download presenti sul sito Microsoft.com Download Center, e altro ancora.